# Championnats de France d'athlétisme en salle 2019
Navigation
Championnats 2018 Championnats 2020
Les 48es championnats de France d'athlétisme en salle se déroulent les 16 et 17 février 2019 au Stadium Miramas Métropole de Miramas.

## Résultats

### Hommes
| Épreuves         | Or                             | Argent                        | Bronze                                           |
| ---------------- | ------------------------------ | ----------------------------- | ------------------------------------------------ |
| 60 m             | Marvin René 6 s 63             | Jérémy Leroux 6 s 70          | Méba-Mickaël Zézé 6 s 72                         |
| 200 m            | Stuart Dutamby 20 s 84         | Ismail Bedel 21 s 21          | Gautier Dautremer 21 s 27                        |
| 400 m            | Fabrisio Saïdy 46 s 67         | Mame-Ibra Anne 46 s 92        | Thomas Jordier 47 s 18                           |
| 800 m            | Nasredine Khatir 1 min 50 s 07 | Aymeric Lusine 1 min 50 s 62  | Clément Dhainaut 1 min 50 s 79                   |
| 1 500 m          | Samir Dahmani 3 min 44 s 99    | Djilali Bedrani 3 min 45 s 31 | ️Pierrick Jocteur-Monrozier 3 min 45 s 64         |
| 3 000 m          | Djilali Bedrani 7 min 51 s 42  | Jimmy Gressier 7 min 51 s 08  | Yoann Kowal 7 min 52 s 46                        |
| 5 000 m marche   | Gabriel Bordier 19 min 22 s 46 | David Kuster 19 min 58 s 45   | Fabian Fesselier 21 min 1 s 66                   |
| 60 m haies       | Pascal Martinot-Lagarde 7 s 52 | Aurel Manga 7 s 57            | Wilhem Belocian 7 s 63                           |
| Saut en hauteur  | Matthieu Tomassi 2,15 m        | Quentin Pladys 2,12 m         | Raphaël Moudoulou 2,12 m                         |
| Saut à la perche | Axel Chapelle 5,50 m           | Baptiste Boirie 5,50 m        | Mathieu Collet Ethan Cormont Alioune Sène 5,35 m |
| Saut en longueur | Jean-Pierre Bertrand 8,04 m    | Augustin Bey 7,71 m           | Cédric Dufag 7,67 m                              |
| Triple saut      | Yoann Rapinier 16,68 m         | Kevin Luron 16,60 m           | Harold Correa 16,36 m                            |
| Lancer du poids  | Frédéric Dagée 19,99 m         | Antoine Duponchel 18,57 m     | Jordan Guehaseim 17,07 m                         |
| Heptathlon       | Basile Rolnin 6 025 pts        | Bastien Auzeil 5 805 pts      | Jérémy Lelièvre 5 796 pts                        |

### Femmes
| Épreuves         | Or                                     | Argent                          | Bronze                                 |
| ---------------- | -------------------------------------- | ------------------------------- | -------------------------------------- |
| 60 m             | Nasrane Bacar 7 s 39                   | Sarah Richard Mingas 7 s 40     | Caroline Chaillou 7 s 41               |
| 200 m            | Maroussia Paré 23 s 45                 | Caroline Chaillou 23 s 77       | Elise Trynkler 23 s 94                 |
| 400 m            | Deborah Sananes 52 s 53                | Agnès Raharolahy 52 s 57        | Amandine Brossier 52 s 77              |
| 800 m            | Charlotte Pizzo 2 min 4 s 87           | Corane Gazeau 2 min 5 s 53      | Anaïs Seiller 2 min 7 s 21             |
| 1 500 m          | Ophélie Claude-Boxberger 4 min 15 s 86 | Elodie Normand 4 min 17 s 05    | Alice Finot 4 min 18 s 45              |
| 3 000 m          | Ophélie Claude-Boxberger 9 min 10 s 78 | Marie Bouchard 9 min 15 s 82    | Claire Perraux 9 min 21 s 04           |
| 3 000 m marche   | Clémence Beretta 12 min 58 s 35        | Marine Quennehen 13 min 17 s 84 | Loanie Cellard 13 min 35 s 36          |
| 60 m haies       | Sacha Alessandrini 8 s 02              | Pauline Lett 8 s 20             | Cindy Billaud 8 s 22                   |
| Saut en hauteur  | Prisca Duvernay 1,88 m                 | Alizée Larochelle 1,83 m        | Marine Vallet Laura Salin-Eyike 1,80 m |
| Saut à la perche | Ninon Guillon-Romarin 4,60 m           | Marion Lotout 4,40 m            | Alice Moindrot 4,40 m                  |
| Saut en longueur | Hilary Kpatcha 6,47 m                  | Tiphaine Mauchant 6,36 m        | Marie-Jeanne Ourega 6,16 m             |
| Triple saut      | Rouguy Diallo 14,15 m                  | Jeanine Assani-Issouf 13,98 m   | Sokhna Gallé 13,63 m                   |
| Lancer du poids  | Ashley Bologna 16,78 m                 | Jessica Cerival 16,33 m         | Rose-Sharon Pierre-Louis 16,11 m       |
| Pentathlon       | Solène Ndama 4 672 pts                 | Esther Turpin 4 320 pts         | Diane Marie-Hardy 4 319 pts            |